# Hiuchigatake
Pour l’article homonyme, voir Mont Hiuchi.
Le Hiuchigatake (燧ヶ岳) est un stratovolcan situé dans le district de Minamiaizu à Hinoemata (préfecture de Fukushima), au Japon. Son sommet culminant à 2 356 mètres d'altitude le désigne comme la plus haute montagne de la région du Tōhoku. Conquis à la fin du XIXe siècle par un jeune homme de 19 ans, il appartient au parc national d'Oze et est inscrit sur la liste des 100 montagnes célèbres du Japon.

## Toponymie
Vues du Aizu-Komagatake, une montagne située dans la partie centrale du village de Hinoemata, les dernières neiges visibles sur les pentes du Hiuchigatake forment de longues traînées blanches contrastant avec la roche à nu de couleur gris foncé. Par endroits, ces traces de neige ressemblent à des tenailles de forge (火打ち鋏, hiuchibasami), d'où le nom du volcan.

## Géographie

### Situation
Le Hiuchigatake est situé sur l'île de Honshū, au Japon, à la limite sud-ouest de la préfecture de Fukushima, environ 90 km au nord-ouest de l'agglomération de Tokyo. Il est entièrement compris dans la partie sud-ouest du village de Hinoemata, au nord-est d'Ozegahara, un marais de haute altitude du parc national d'Oze,.

### Topographie
Le mont Hiuchi est un stratovolcan de la ceinture de feu du Pacifique sur l'arc volcanique Nord-Est du Japon dans le sud de la région de Tōhoku. Il s'étale sur environ 8 km du nord au sud et 6 km d'est en ouest. De sa base au sommet, sa hauteur relative est de 700 m. Il possède un cratère sommital d'un diamètre de 800 m. Son sommet comprend cinq dômes de lave : le Minobuchidake (2 220 m, au sud-est), l'Akanaguredake (2 249 m, au sud), le Miikedake (2 260 m, à l'est), le Manaitagura (2 346 m, au nord-est), et le Shibayasugura (2 356 m, au nord-ouest), point culminant du volcan,.

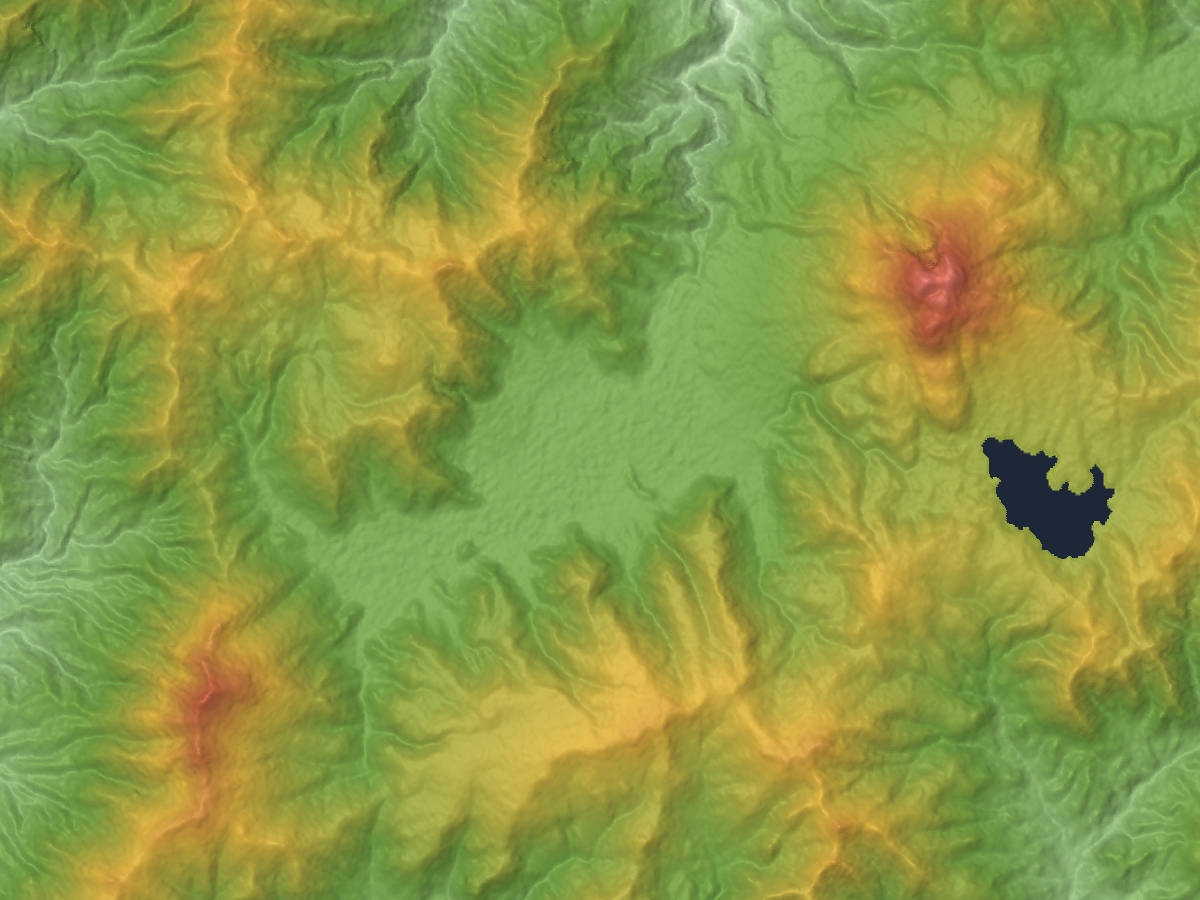
Le haut plateau Oze (centre), le mont Hiuchi (droite) et l'étang Oze.
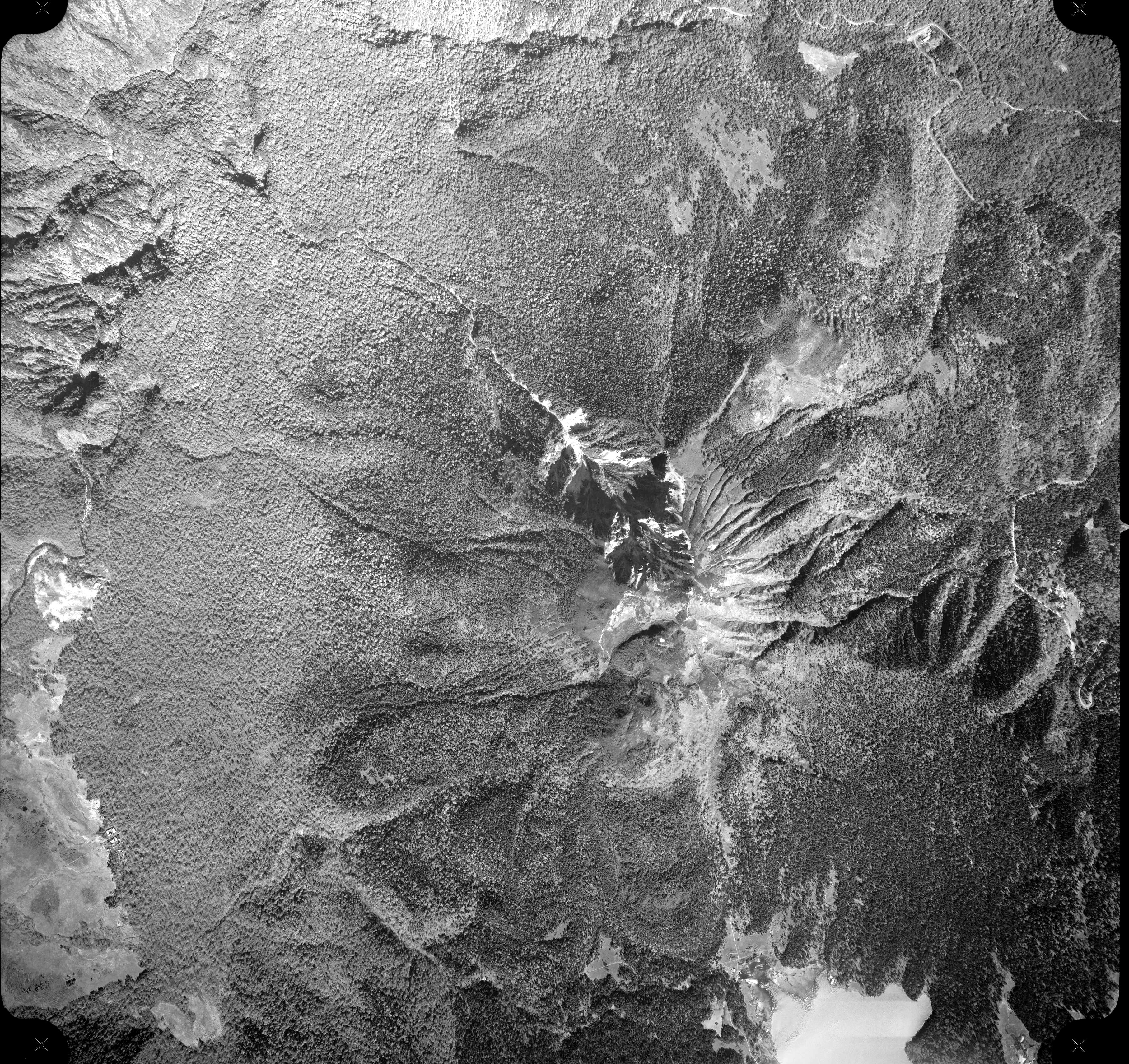
Vue aérienne du volcan Hiuchi (1971).
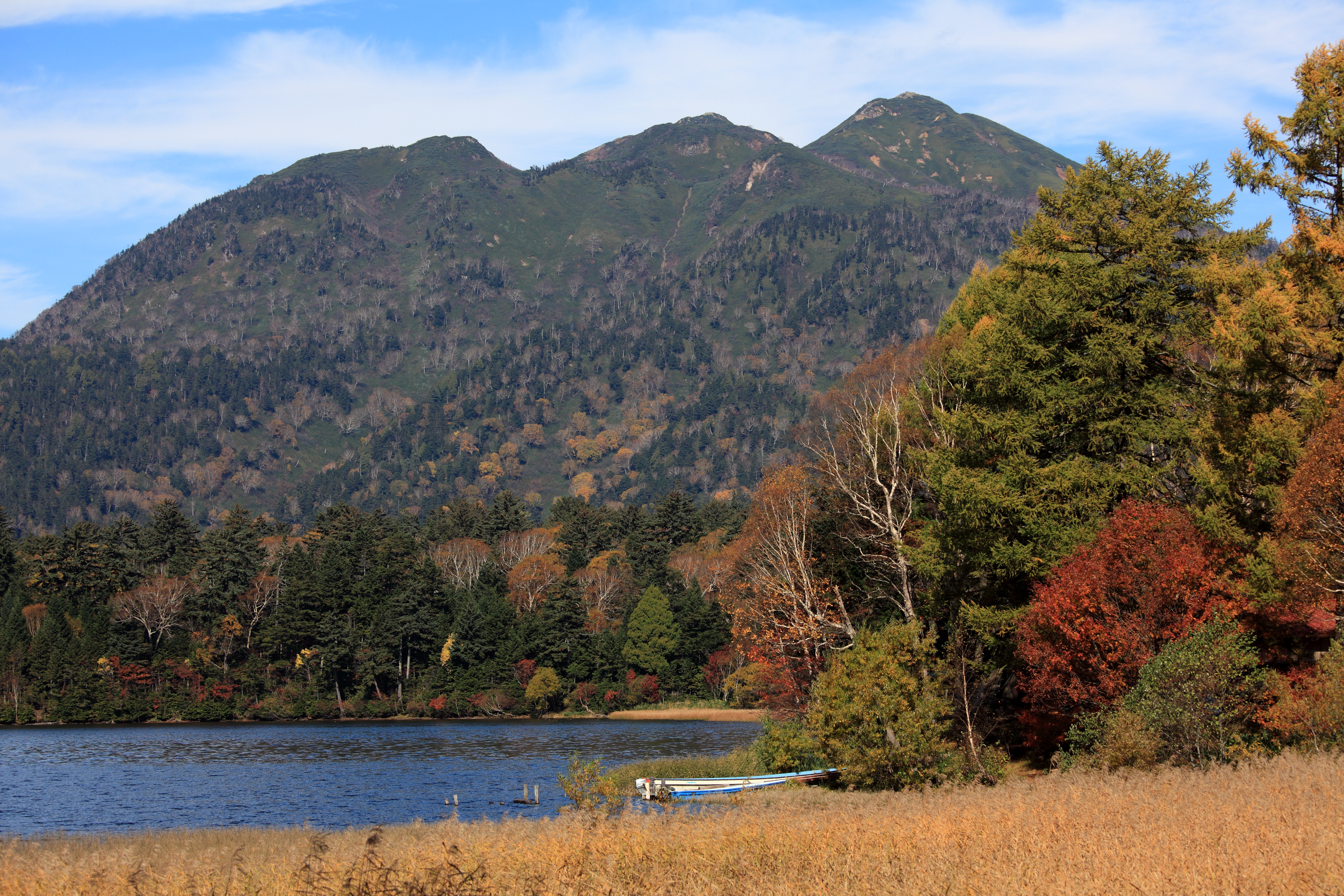
Hiuchigatake et Oze-numa.

### Hydrographie
Au pied du versant sud-est du Hiuchigatake, à 1 660 m d'altitude, s'étend l'étang de montagne Oze, une étendue d'eau d'une superficie de 1,67 km2 et de périmètre 7 km. Comme la zone humide du haut plateau d'Oze voisin, il est alimenté par des ruisseaux formés par l'eau de pluie ruisselant sur les pentes du volcan.

### Géologie
Le Hiuchigatake est un stratovolcan dont les éruptions majoritairement explosives le classent comme un volcan gris. Il est essentiellement composé de roches magmatiques et plus particulièrement d'andésite et de dacite,.

## Histoire

### Histoire éruptive

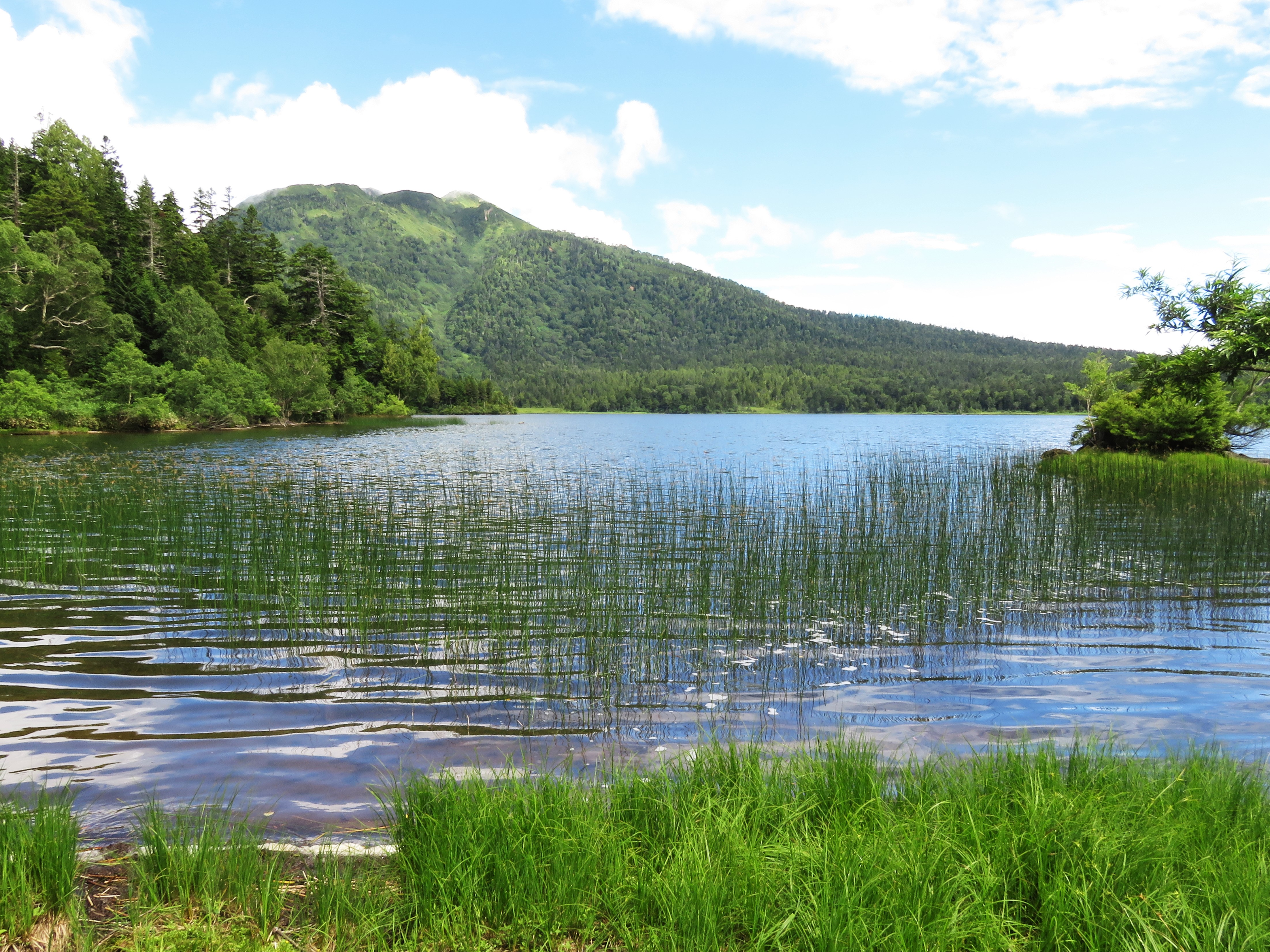
Le Hiuchigatake vu de la rive sud-ouest d'Oze-numa.

Il y a 300 000 ans, après la formation du haut plateau d'Oze, débute l'orogenèse du volcan Hiuchi. Il y a 200 000 ans, sur une période de 50 000 ans, émergent la plupart des dômes de lave au bord du cratère du sommet de l'édifice volcanique. Il y a environ 8 000 ans, un effondrement sur la face sud du volcan interrompt le cours de la rivière Nushiri qui serpente au pied de la montagne. L'eau qui s'accumule le long de ce barrage naturel forme l'étang Oze,. Il y a 3 500 ans, l'Akanagure produit des coulées de lave visqueuses qui s'épanchent le long des versants occidental et méridional du volcan,.
La dernière manifestation éruptive de Hiuchigatake remonte à 1544,. Cette année-là, le Miikedake est le siège d'une éruption phréatique qui engendre des lahars le long des pentes du volcan.
L'Agence météorologique du Japon, se conformant à des normes internationales depuis 2003, considère qu'un volcan est actif s'il est entré en éruption au cours de l'Holocène, soit depuis les 10 000 dernières années environ. Par conséquent, elle classe le Hiuchigatake dans sa liste des volcans actifs du Japon.

### Histoire humaine
En 1890, un jeune homme âgé de 19 ans, Hirano Chōzō (ja) (1870 - 1930), effectue la première ascension du volcan Hiuchi et aménage un refuge sur la rive est de l'étang Oze, au pied de la montagne,.
En 1934, lorsque le parc national de Nikkō est créé, le mont Hiuchi et ses environs deviennent un site naturel protégé. En novembre 2005, ce dernier est inscrit sur la liste des sites Ramsar du Japon. Depuis août 2007, le volcan fait partie du parc d'Oze, un parc national créé et administré par le ministère de l'Environnement du Japon,.

## Activités

### Voies d'accès

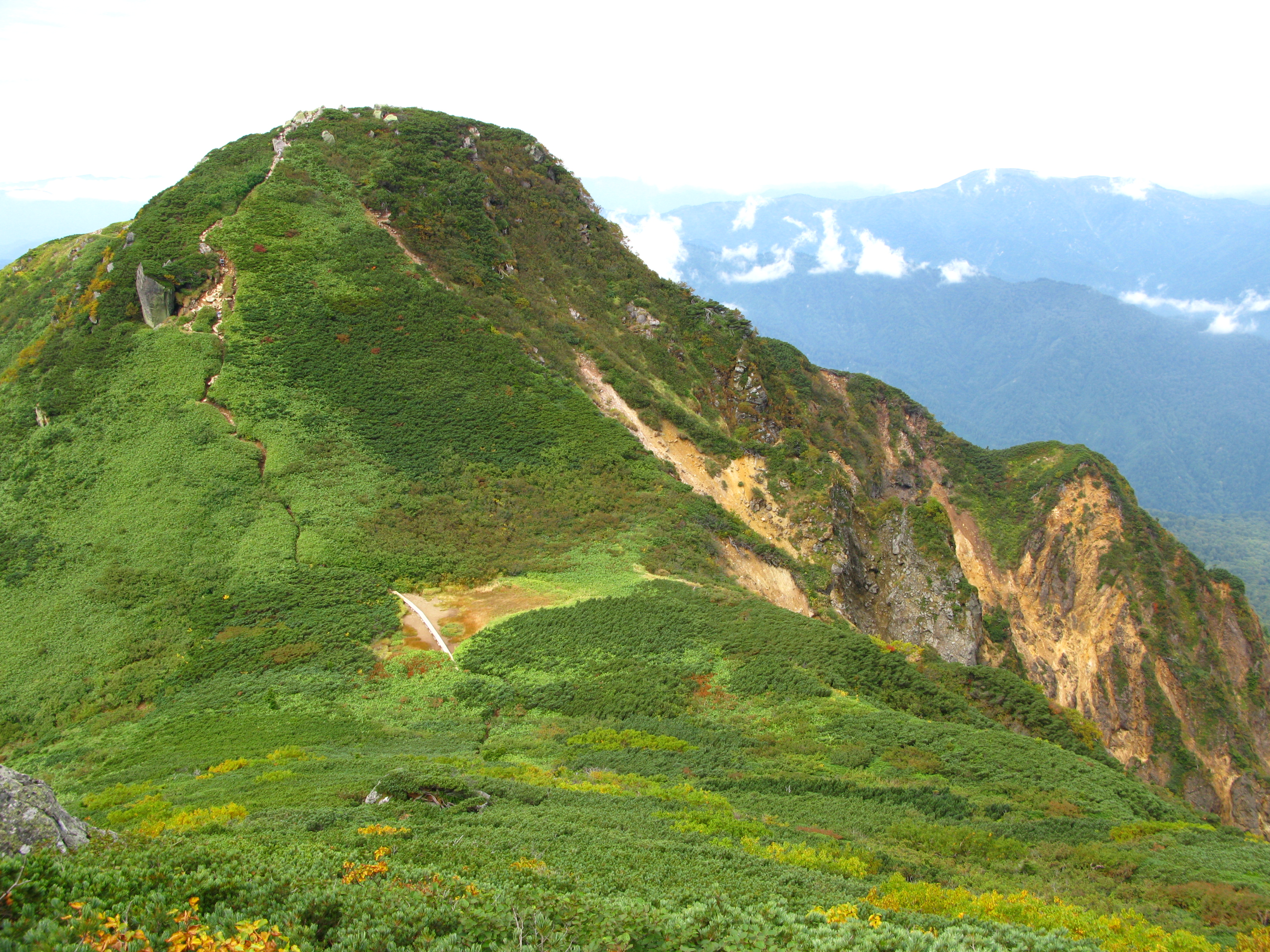
Shibayasugura : le sommet du Hiuchigatake.

La première voie d'accès au sommet du Hiuchigatake, établie à la fin du XIXe siècle par Hirano Chōzō, est celle de la face sud. Longue de 3 km, elle débute près de la rive nord-ouest de l'étang Oze et conduit au Miikedake. En 1960, Chōei Hirano, poursuivant l'œuvre de son père, ouvre une voie d'ascension sur le versant est du volcan. Celle-ci, une piste forestière à flanc de montagne qui porte le nom de son créateur, s'étend sur environ 3,5 km et mène au mont Minobuchi. Moins accidentée et rocheuse que celle du versant sud, elle est rapidement devenue la voie d'ascension traditionnelle du volcan.
La montée jusqu'au sommet du volcan est aussi possible par la face nord, en suivant un sentier de randonnée long de 5 km.
En 2008, parmi les 353 000 personnes venues visiter le parc national d'Oze, 105 000 ont parcouru les sentiers de randonnée de la partie du parc comprise dans le sud-ouest de la préfecture de Fukushima, notamment ceux du volcan Hiuchi,.

### Protection environnementale
Le mont Hiuchi et ses environs immédiats sont protégés depuis 1934 dans le parc national de Nikkō, puis, depuis 2007, dans le parc national d'Oze qui s'étend sur 372 km2.